# Robert III Flandryjski
Robert III, zwany de Bethune lub Lwem Flandrii (ur. w 1249, zm. 17 września 1322) – hrabia Flandrii, syn Gwidona de Dampierre z jego pierwszego małżeństwa z Matyldą, córką Roberta VII, pana de Bethune.
Doświadczenie wojenne i sławę rycerską Robert zdobywał walcząc w latach 1265 – 1268 u boku Karola I Andegaweńskiego przeciwko Hohenstaufom w południowej Italii. W 1270 r. wziął razem ze swym ojcem udział w VII wyprawie krzyżowej u boku króla Francji Ludwika IX. Po powrocie stał się jednym z najbliższych doradców swojego ojca i wywierał wielki wpływ na politykę Flandrii. Jego zasługą jest twarda polityka Gwidona wobec prób przyłączenia Flandrii do domeny królewskiej Francji przez króla Filipa IV Pięknego.
Gwidon zerwał związki feudalne z Filipem 20 stycznia 1297 r. głównie pod wpływem namów swojego syna. W listopadzie 1299 r. Gwidon przekazał synowi faktyczne rządy nad Flandrią. Wojna z królem Filipem miała dla Flandrii niepomyślny przebieg i w maju 1300 r. Gwidon i Robert znaleźli się we francuskiej niewoli. Robert został umieszczony w zamku Chinon, gdzie spędził najbliższe pięć lat. Został uwolniony dopiero w lipcu 1305 r. Jego ojciec zmarł w niewoli rok wcześniej.
Robertowi udało się przywrócić władzę hrabiów nad tą częścią Flandrii, która została im pozostawiona po traktacie z Athis-sur-Ogne, zawartym 23 czerwca 1305 r. (był on ceną za wolność Roberta). Wkrótce jego pozycja umocniła się na tyle, że w kwietniu 1310 r. jego polityka przybrała jednoznacznie antyfrancuskie zabarwienie. Robert dążył do odzyskania miast, które na mocy traktatu z 1305 r. przypadły Francji (m.in. Lille, Béthune, Douai). W 1319 r. wyprawił się nawet zbrojnie na Lille, ale milicja z Gandawy odmówiła przekroczenia granicznej rzeki Leie. Przekonany przez swojego wnuka, Ludwika I de Nevers, Robert zrezygnował z walki i w 1320 r. podpisał w Paryżu traktat z królem Filipem V przywracający feudalne stosunki między królem a hrabią.
Hrabia Robert zmarł w 1322 r. Jego następcą został jego wnuk, Ludwik de Nevers. Zgodnie ze swoim życzeniem został pochowany w katedrze św. Marcina w Ieper. Jego ciało miało zostać przeniesione do opactwa Flines tylko wtedy, gdy Lille i Douai powrócą do hrabstwa Flandrii.
W 1265 r. Robert poślubił Blankę (1250 – lipiec 1269), córkę Karola I Andegaweńskiego, króla Sycylii, i Beatrycze, córki Rajmunda Berengara IV, hrabiego Prowansji. Robert i Blanka mieli razem jednego syna:
- Karol (zm. 1277), zaręczony z Izabelą, córką księcia Burgundii Hugona IV

W marcu 1272 r. w Auxerre poślubił Jolantę (grudzień 1247 – 2 czerwca 1280), hrabinę Nevers, córkę Eudoksjusza Burgundzkiego i Matyldy II de Bourbon, córki Archambauda IX de Bourbon. Robert i Jolanta mieli razem dwóch synów i trzy córki:
- Ludwik (przed 1275 – 24 lipca 1322), hrabia Nevers
- Robert (zm. 1331), hrabia Marle
- Joanna (zm. 15 października 1333), żona Enguerranda IV de Coucy
- Jolanta (zm. 1313), żona Waltera II d'Enghien
- Matylda, żona Mateusza Lotaryńskiego, pana von Warsberg

W XIX w. postać Roberta stała się ikoną flamandzkiego ruchu nacjonalistycznego. Przyczyniła się do tego powieść "Lew Flandrii" (De Leeuw van Vlaanderen) autorstwa Hendrika Conscience'a. Mimo dość swobodnego traktowania faktów historycznych (m.in. uczestnictwo Roberta w Bitwie Złotych Ostróg) oraz przekładania XIX-wiecznych pojęć w czasy średniowiecze (Robert najprawdopodobniej nie mówił po holendersku) powieść cieszyła się sporym poparciem. Robert III stał się symbolem flamandzkiej dumy i odwagi. Podczas II wojny światowej flamandzkie oddziały Waffen-SS nazywano "Lwami Flandrii".